# Ременгесау, Томас (старший)
Томас Онгенибел Ременгесау (Томас Ременгесау, старший; англ. Thomas Ongelibel Remengesau, Thomas Remengesau, Sr., 28 ноября 1929 — 3 августа 2019) — палауанский политик, исполнявший обязанности президента Палау в 1985 как министр юстиции до возвращения в страну вице-президента. В 1985—1988 был вице-президентом страны, был приведён к присяге в качестве президента страны после смерти президента Лазаруса Салии в 1988 (полномочия до 1989).
Его сын Томас Ременгесау — младший также являлся президентом Палау в 2013—2021 годах.